# 와이마카리리 유나이티드 FC

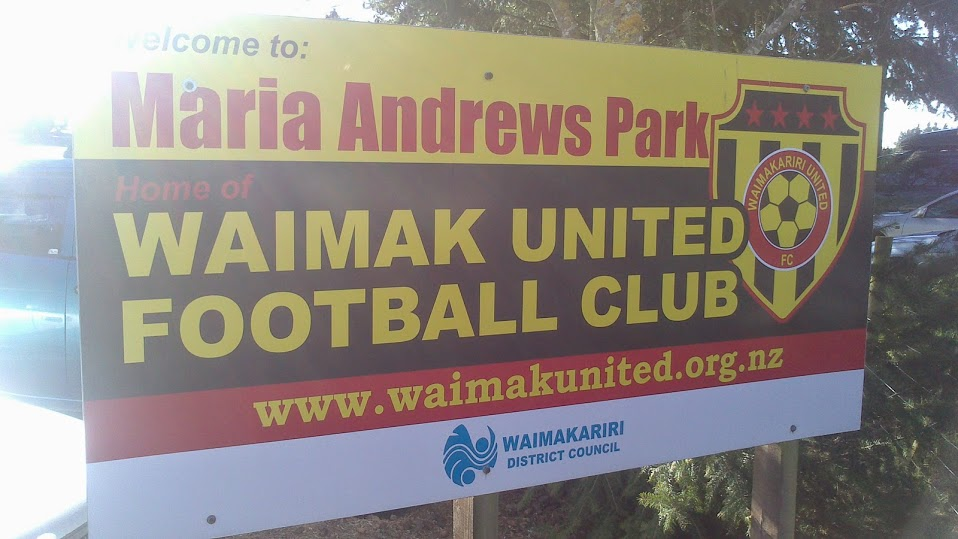
클럽의 홈 구장 중 하나인 Maria Andrews Park의 환영 사인

와이마카리리 유나이티드 FC(Waimakariri United Football Club)는 뉴질랜드 랑기오라를 연고로 하는 축구단이다. 2008년 두 노스 캔트베리 팀인 카이아포이 타운과 레인저스 FC의 합병을 통해 창단되었다.

## 선수 명단

### 역대
틀:메인랜드 프리미어리그